# 東海林良
東海林 良（しょうじ りょう、 1945年8月5日 - ）は、日本の作詞家・小説家。本名：東海林良司。
秋田県湯沢市三梨町出身。県立湯沢高校、中央大学法学部卒業。代議士秘書を経て、ソ連、北欧、フランス、東欧を放浪。帰国後放送作家を経て作詞家となる。4千曲以上もの作詞を手がける。DJ、気象キャスターの東海林舞は娘。皆瀬・国際芸術村、浅草国際大学（東海林良 作詞塾）代表。浅草ビューホテル内で、調剤薬局・浅草みやげの店ヴァラエティドラッグ東海林を経営する。

## おもなディスコグラフィ

### あ行
- 葵三音子「惜春」
- 青江三奈「表参道日暮れ前」
- あき・ともこ「セブンティーンぶるうす」
- 芦川よしみ「音無川」「隅田川」
- 安倍律子「のんだくれ」
- ANKH「サン・ゴーズ・ダウン」「ストーンズにあこがれて」
- 石川さゆり「沈丁花」「春一輪」「あなたを愛せない」「白壁の町」「風よつたえて」「春の嵐」「都忘れの人」
- 井上純一「表参道レイニー・サンセット」「心細い朝」「微笑アゲイン」「ホンキートンク・ブルー」「マインドスクリーン」
- 井上堯之「どうしようもないよ」
- 井上忠夫「グレイの朝に」
- 岩崎宏美「つめたい抱擁」「何かが起こりそうな朝」
- 岩崎良美「YOU LOVE ME I LOVE YOU」
- 岩本公水「故郷をあげたい」「火の舞、北の盆」「葉桜」
- 内田裕也「プレイバック」「雨の殺人者」「さらば愛しき女よ」「かわいい女」「真珠は困りもの」「大いなる眠り」「THE LITTE SISTER」
- THE WOOD「ブルースを演ってくれ」「SO FAR AWAY」
- 梅田恵子「やさしい獣たち」
- 欧陽菲菲「アイ・ラブ・ユー・フォーエヴァー」
- 大津美子「若き日の詩」
- 大野克夫「スターティング・オーヴァー（自由に生まれて）」
- 大場いたる「ふるさとはまだ…」
- 小原初美「優女（やしょうめ）」

### か行
- 柏原芳恵「素顔のままで…」
- 片平なぎさ「二人の青春」「街角」
- 勝野洋「さよならの詩」「青春わすれもの」
- かとうかずこ「戯れのレッスン」
- 角川博「ありがとうあなた」
- 金田賢一「青春モノクロ」「太陽のきずあと」
- 川島恵「黄昏海岸」「野を駆ける少年のように」「ためらい志願」
- 川津恒一「根なし草」
- 岸本加世子「赤いサンダル」
- 北原ミレイ「蛍火海峡」
- 北見恭子「恋した女の飲む酒は」「今度手紙を書く時は」
- 木之内みどり「横浜いれぶん」「無鉄砲」「一匹狼 (ローン・ウルフ)」の三部作 （いずれも1978年）「ひと夏の兄妹」「ターン・テーブル」「悪魔になれない」「さよならの理由」「独白」
- 木之元亮「THE GAMBLE MAN」
- 木の実ナナ「夏日傘」
- キャンディーズ「恋はサーフィンに乗って」「SEE YOU AGAIN CANDIES」
- クミコ「合歓（ねむ）の孤悲（こい）」（NHKラジオ「ラジオ深夜便」の4月～6月の「深夜便のうた」）
- クリスタルキング「1968・夏・東京」「どこまでアバンチュール」「渚HOTEL」「落陽」「LADY涙が唇に」「SPIRITS」
- ゴスペラッツ「時間飛行」
- 小林旭「さらば冬のカモメ」「金鳳花」「冬舗道」
- 小柳ルミ子「男鹿の嫁こ」(東海林の出身地・秋田の八郎潟を舞台とする)
- 小山ひとみ「サミー・ボウ」
- 近藤真彦「無頼派」

### さ行
- 西城秀樹「あなたと愛のために」「哀しみをこめて夜明けが見える」「グリーンベルトに愛の接吻を」「忘れかけた愛をもう一度」
- 坂口良子「仮面」
- 里見浩太朗「流れ坂」「愛よその日まで」
- 沢田研二「愛は炎」「PROSONER」
- THE JAYWALK「二十歳の君に」「海を渡る鳥のように」「海鳴りの詩」「北回帰線」「君に贈ろう60本のバラを」「シティシティシティ」「星導夜」「パラダイスロード」
- 鹿内孝「裏窓」「さよならの値打ちもない」
- 茂村泰彦「逆風」
- シブがき隊「太陽に向かって走れ」「エンジンに火を点―つ―けろ」
- 島倉千代子「夢・浪漫・NARA」「リラの頃・岬ホテル」
- ジョニー大倉「ラプソディ・イン・ブルー」「死と破壊（LIVE LET IT DIE!）」「その日の朝」「どてっ腹にブルース」「はかない夢」「バラに向かってひた走れ」「TAKE ME AWAY」
- 神野美伽「私が一番きれいだった頃」「イギリス海岸」
- 杉村尚美「愛の終わりは美しく」「朝のまどい」「星空のラビリンス」「マイ・ライフ－MY LIFE－」
- 杉本真人「クリフサイドのリリー」
- 鈴木ゆかり「桜前線　北・特急」
- スラップスティック「浮気なリンダ」「サマーメモリーズ」「大銀河」
- センス「さみしさを感じて」「南十字星〜千年王国〜」
- 園まり「舞酔坂」

### た行
- 高樹澪「幸福メニュー」「反抗」
- 太川陽介「LADY」
- 滝譲二「かたらい」
- 滝ともはる「蒼空」「少年に帰れ」「手さぐりの季節」
- 田中邦衛「まるで旅人のように」
- 田中健「逢うときは他人」「赤坂二丁目オランダ屋」
- 田端義夫「百年の愛」「星」
- 玉川長太「HAPPY HAPPY日本」「平成元禄夢芝居」
- テレサ・テン「逢う時はいつも他人」「あなたと生きる」「冬日和」「冬の街から」「恋は駄目」「白い街」

### な行
- 中村雅俊「表通りは欅通り」「気ままなダウンタウン」「流れ雲」「めぐり逢い」「夕映えの旅人」
- 夏木マリ「カンサス・幻の街」「上海帰りのジル」「誘惑されて」「HALF MOON」「MY LITTLE JUNKY JOE」
- 新沼謙治「三人酒」「春陽炎」「待たせたね」
- 西尾尚子「本日も晴天なり」
- 西崎みどり「ゆうぐれの詩」
- 西田敏行「娘たちよ」「ひときれの青空」
- 西山浩司「ローディ」「さらば夏の恋」

### は行
- 萩原健一「ローリング・オン・ザ・ロード」「海鳴り」「男と女の舗道」「おまえ」「時は流れて」「風花の流れ」「勝手にしなよ」「蜃気楼」「ハーバー・ブルース」「居酒屋」「久し振り」「無言劇」「行きずり」「別れの詩」「FANCY LADY」
- パティ「この夢の果てまで」「KONO YUME NO HATEMADE 2」「KONO YUME NO HATEMADE 3」「愛のコーヒー・ブレイク」「ニューオリンズの旅人」「気まぐれにさよなら」「ミッドナイト・サン」「自由への航海」「真珠諸島」「スコール・ラヴ」
- 羽根田征子「YOU ARE MY HOME // STRAWBERRY ROAD」
- 原田ヒロシ「饂飩七代」「三吉橋界隈」
- 原田悠里「春望楼」「ふるさと便り」
- 原田芳雄「A BLIND ALLEY」「BRIGHT LIGHT IN THE SEA」
- ばんばひろふみ「昨日よりも若く」「Give Up お嬢さん」「ピリオド」「キャリアウーマンを撃て」「再会」「TWO BOYS」
- 日吉ミミ「九十九里浜」「女盛り」
- 平田輝「十年に一度咲く花」「赤い蘇鉄」「赤くなるほど毒になる」
- 藤正樹「流川の女」「広島・ぶるうす」「北の街・冬の色」「すすきの別れ雪」
- 細川たかし「遠い灯り」

### ま行
- 眞園みほ「幸せ花」「マミー」
- 松田優作「UPWARD MORE」「夏の流れ」
- 松村冬風「BOOGIEにVODKA」「勇気」「NIGHT HARBOR」
- 水原ゆう紀「揺れながら愛」
- 美都桃子「親父―ちち―の日」
- 三波豊和「羽越本線」「海鳥の鳴く頃」「五島列島」「佐渡航路」
- 三原ミユキ「鳥になれ花になれ」
- 宮内淳「夕焼けの街」「突然風のように」「秋の日のモノローグ」「渚の忘れもの」「九十九里浜」
- 都はるみ「冬暦」「別れの停車場」
- メッツ「愛する人へのラヴ・ソング」「アイドルに一惚れ」「キスミークゥイーン」「ヘイ・サタデーナイト」「真夜中の飛行船」「ラブファイヤー」「忘れじのサニーラブ」
- 森一馬「俺は男・お前は女」「第3京浜晴れのちくもり」「テレフォン　イン　ザ　ナイト」「夏を追いかけろ!」「バスタード・バージン」
- 森ミドリ「寝がえり」「のんだくれ」
- 森田公一とトップギャラン「愛せない訳」「想い出景色」
- 森昌子「春日和」
- 森山良子「晩夏（今は…）」

### や行
- 柳ジョージ「祭ばやしが聞こえるのテーマ」「飾りのバラ」「同じ時代に」「仮面の男」「少年の日」「コペンハーゲン・パーク」「チャイニーズ・クイーン」「漂流者(ながれもの)」「流れゆく雲のように」「逃がれの街」「INDEPENDENCE DAY」「ブルックリン物語」「D.T'S」「ペーパー・ムーン〜1920・退廃の日々」「ホテル・デ・バン」「CASH ON DELIVERY」「FRANKIE」「MY YOUTHFUL TOWN」「NEVADA」「SEARCHING FOR MY DREAM」
- 柳葉敏郎「MOON―ROOFが泣いている…」
- 矢吹健「残り火」
- 山下ひろみ「十八鳴浜（くぐなりはま）」「花桔梗」
- 山根麻衣「黄昏にさようなら」「貿易風」「CARNIVAL」「カンサスの幻」「PARTISAN」「北回帰線」
- 由紀さおり「あきらめちまえ」
- 吉川金一「オレ流・人生」
- 吉永しげる「横浜カモメ町」「ダウンタウンホテル」「隅田川・半夏生」
- 米田まり「浮気者」「踊り子ワルツ」

### ら・わ行
- 渡辺真知子「唇よ、熱く君を語れ」「艶やかな時代―とき―」

## テレビ・映画主題歌、CM等作詞
- 大関 萩原健一「ワンカップ大関」
- 黄桜　石川さゆり「白壁の町」
- キッコーマンマンズワイン 沢田研二「愛は炎」
- カネボウ化粧品　渡辺真知子「唇よ熱く君を語れ」
- 味覚糖ピアピア 夏木マリ「誘惑されて」
- 日本テレビ『祭ばやしが聞こえる』(1977年)　柳ジョージ
- 日本テレビ『太陽にほえろ!』(1978年) 宮内淳「夕焼けの街」
- 日本テレビ『池中玄太80キロ』(1979年) 西田敏行「娘たちよ」
- 日本テレビ『黄金の犬』(1980年) パティ「この夢の果てまで」
- 日本テレビ『俺はおまわり君』(1981年) 中村雅俊「表通りは欅通り」
- 日本テレビ『松平右近事件帳』(1982年) 里見浩太朗「流れ坂」
- NHK『本日も晴天なり』(1982年) 主題歌 西尾尚子
- NHK『海のシルクロード』(1988年) ｢アフロディーテ (女神)｣｢南十字星｣｢淋しさを感じて｣
- NHK『晴のちカミナリ』(1989年) 柳ジョージ「WANDERER（放浪者）」
- 東映『殺人遊戯』(1979年)　松田優作「夏の流れ」
- 日活『嗚呼! おんなたち 猥歌』(1981年)　萩原健一・沢田研二「ローリング・オン・ザ・ロード」
- 日本アート・シアター・ギルド『TATTOO＜刺青＞あり』(1982年)　内田裕也「雨の殺人者」
- 東宝『野獣刑事』(1982年)　内田裕也「ローリング・オン・ザ・ロード」
- 東宝『逃がれの街』(1983年)　柳ジョージ「逃れの街」
- 東宝『魚影の群れ』(1983年)　原田芳雄・アンリ菅野「Bright Light in the Sea」
- 『鉄腕アトム』オリジナルサウンドトラック ANKH「翼あるものたち」

## 他の作詞曲
- 秋田市制百周年記念曲「秋田・ロマンス」（作曲・小林亜星）
- NHK・シルクロード博のテーマ曲（作・編曲・姫神）
- 北都銀行百周年記念曲（作・編曲・三枝成彰、唄・由紀さおり・安田祥子）
- 東海林太郎生誕100周年記念曲「百年の愛」（作曲・三枝成彰、田端義夫）
- 稲敷市立新利根小学校校歌「ボクは人間」
- なら・シルクロード博覧会イメージソング　島倉千代子 ｢夢･浪漫･NARA｣
- 浅草ジンタ「浅草音頭」
- ミュージカル「タグボート」
- ミュージカル「Golden Boy」
- ロック・オペラ（歌劇）｢AZUCHI｣

## テレビ
- テレビ朝日『CNNデイウォッチ』

## ラジオ
- 秋田放送ラジオ『東海林良と仲間達』DJ

## 著書
- 五乱（さみだ）れ
- 新無頼派宣言